# 2013 v loďstvech
Tento článek obsahuje významné události v oblasti loďstev v roce 2013. 

## Události

### Leden
20.–29. ledna
- Ruské námořnictvo ve Středomoří provedlo nejrozsáhlejší námořní cvičení za několik posledních dekád. Zúčastnila se ho plavidla černomořské, baltské a severní floty, strategické bombardéry, taktické letouny, výsadkáři i námořní pěchota.[1]

21. ledna
- Vyřazený argentinský torpédoborec typu 42 ARA Santísima Trinidad se převrátil u mola námořní základny Puerto Belgrano. Příčinou byl průnik vodou jedním z tzv. kingstonových ventilů.[2]

23. ledna
- Ruské námořnictvo oznámilo, že v letech 2013–2014 plánuje zařadit do služby tři nové útočné výsadkové čluny třídy Dugong.[3]

25. ledna
- Ruské loděnice zahájily práce na páté korvetě třídy Bujan.[4]

### Únor
20. února
- Kuvajtské námořnictvo u loděnice Abu Dhabi Shipbuilding (ADSB) ze Spojených arabských emirátů zadalo velkou zakázku na stavbu osmi výsadkových lodí – dvou 64 metrových, jedné 42metrové a pěti 16metrových vyloďovacích člunů.[5]

22. února
- Vrak bývalé ruské výletní lodě MV Ljubov Orlova se již měsíc bez posádky toulá severním Atlantikem. Loď zmizela poté, co se přetrhlo vlečné lano remonkéru, který ji vlekl k rozebrání do Dominikánské republiky.[6]

### Duben
19. dubna
- Bahamské královské námořnictvo objednalo u nizozemské loděnice Damen Group stavbu celkem devíti nových lodí, které zajistí téměř kompletní obměnu jeho floty. Objednána byla jedna výsadková loď typu Stan Lander 5612, čtyři hlídkové lodě typu Damen Stan Patrol 4207 a čtyři menší hlídkové lodě typu Damen Stan Patrol 3007. Součástí kontaktu je též střednědobá modernizace dvou oceánských hlídkových lodí třídy Bahamas.[7]

### Květen
9. května
- Při pokusu o zastavení tchajwanského rybářského člunu Kchuang Tcha Sing 28 filipínskou pobřežní stráží byl Filipínci zastřelen 65letý tchajwanský rybář. Stalo se tak 170 námořních mil (314,8 km) jihovýchodně od Tchaj-wanu, ve sporných vodách, na které si obě strany činí nárok. Čínská republika odmítla oficiální filipínskou omluvu, odvolala svého vyslance a uvalila na Filipíny sankce.[8]

### Červenec
11. července
- Americký demonstrátor bojového bezpilotního letounu Northrop Grumman X-47B provedl historicky první přistání bezpilotního letounu na palubě letadlové lodě. Stalo se tak na palubě USS George H. W. Bush u pobřeží Virginie.[9]

16. července
- Panama zadržela severokorejskou nákladní loď, která se pokusila Panamským průplavem propašovat součástky balistických raket. Loď plula z Kuby a tyto komponenty byly ukryty pod nákladem třtinového cukru.[10]

26. července
- Ruské loděnice Sevmaš zahájily stavbu v pořadí třetí jaderné útočné ponorky Projektu 885M (třída Jaseň). Ponorka ponese jméno Novosibirsk.[11]

### Srpen
8. srpna
- Čínská nákladní loď MV Jung Šeng (19 150 dwt) vyplula z čínského přístavu Ta-lien a zamířila severní cestou do nizozemského Rotterdamu. Jedná se o první využití této trasy čínskou lodí, které by mělo zkrátit cestu (a zmenšit náklady) v porovnání s jižní trasou přes Suezský průplav. Pro rok 2013 již Rusko vydalo 372 povolení pro plavbu podél ruských břehů (2012 to bylo 46 a v roce 2010 pouze čtyři).[12]

12. srpna
- Indie spustila na vodu letadlovou loď domácí konstrukce INS Vikrant.[13]

- Indie poprvé spustila reaktor raketonosné ponorky domácí konstrukce INS Arihant.[14]

14. srpna
- Po výbuchu se v indickém přístavu Bombaj potopila ponorka INS Sindhurakshak třídy Sindhughosh. Na palubě zahynulo 18 osob. Poškozena byla rovněž vedle kotvící sesterská ponorka INS Sindhuratna[15]

27. srpna
- Kvůli možnému vojenskému zásahu USA v Sýrii přesunulo americké námořnictvo do oblasti raketové torpédoborce třídy Arleigh Burke USS Barry (DDG-52), USS Ramage (DDG-61), USS Mahan (DDG-72) a USS Gravely (DDG-107). Plavidla nesou po 70 střelách s  plochou dráhou letu Tomahawk.[16]

### Září
16. září
- Na jaderné ponorce ruského námořnictva Projektu 949 Granit K-150 Tomsk vypukl požár. V té době byla umístěna v suchém doku loděnic Zvezda na základně Bolšoj Kameň v Přímořském kraji. Požár vypukl během svářečských prací.[17]

17. září
- U ostrova Giglio u pobřeží Toskánska začalo vyzvedávání vraku výletní lodě Costa Concordia.

5. září
- Francouzská loděnice Constructions Mécaniques de Normandie získala od Mosambiku kontrakt v hodnotě 200 milionů euro na stavbu tří hlídkových interceptorů HSI 32, tří lehkých oceánských hlídkových lodí Ocean Eagle 43 a 18 rybářských trawlerů.

### Říjen
3. října
- U italského ostrova Lampedusa se převrátil a potopil 20m člun s uprchlíky, kteří mířili z libyjské Misuráty do Itálie. U Lampedusy vysadil motor a člun začal nabírat vodu. Uprchlíci údajně založili oheň k přilákání pozornosti záchranářů, ale oheň se rozšířil a nahnal lidi na jednu stranu člunu, což vedlo k převrácení. Italským záchranářům se podařilo zachránit 155 lidí. K 10. říjnu bylo nalezeno 311 těl a dalších asi 50 uprchlíků je nezvěstných.[18]

11. října
- Při převrácení dalšího člunu s uprchlíky u italské Lampedusy zahynulo nejméně 33 lidí. V pondělí 14. října italský ministr obrany Mario Mauro oznámil, že Itálie ztrojnásobí hlídky v jižní části Středozemního moře.[19]

12. října
- Indická pobřežní stráž zadržela u pobřeží státu Tamilnádu loď pro ochranu rybolovu MV Seaman Guard Ohio (ex Kaio Maru; 394 GRT) plující pod vlajkou Sierra Leone a vlastněnou americkou soukromou bezpečnostní agenturou AdvanFort. Podle AdvanFortu se loď podílela na protipirátských operacích v Indickém oceánu. Indové zadrženou posádku viní z pašování zbraní, které byly nalezeny na palubě.[20]

### Prosinec
25. prosince
- Ruská výzkumná loď MV Akaděmik Šokalskij se 74 lidmi na palubě uvízla v ledu u Antarktidy, asi 1500 námořních mil jižně od Hobartu. Na pomoc se jí vydaly čínský ledoborec MV Süe-lung (雪龙), australský ledoborec MV Aurora Australis a francouzská MV L'Astrolabe, přičemž 27. prosince se Süe-lung dostal na dohled Akaděmika.[21][22]

## Lodě vstoupivší do služby
- leden –  300 a 301 – 35metrové hlídkové čluny pro pobřežní stráž[23]

- 8. ledna –  Ghantoot (P 251) – hlídková loď / korveta třídy Falaj 2

- 10. ledna –  K-535 Jurij Dolgorukij – raketonosná ponorka Projektu 955 / třídy Borej

- 16. ledna –  Groningen (P843) – oceánská hlídková loď třídy Holland[24]

- 17. ledna –  Inčchon (FFG-811) – fregata třídy Inčchon

- 21. leden –  Erfurt (F263) – korveta třídy Braunschweig

- 22. ledna –  INS Saryu (P57) – hlídková loď stejnojmenné třídy[25]

- 31. leden –  Čchang-chun (150) – torpédoborec typu 052C

- 15. února –  USCGC Robert Yered (WPC-1104) – kutr třídy Sentinel

- 17. února –  P-310 a P-311 – 35metrové hlídkové čluny typu Swiftships[26]

- 25. února –  Chuej-čou (596) a Peng-pu (582) – korveta typu 056[27]

- 28. únor –  Oldenburg (F262) – korveta třídy Braunschweig

- 1. března –  HMS Ambush (S120) – ponorka třídy Astute[28]

- 6. března –  Zuirjú (SS-505) – ponorka třídy Sórjú

- 7. března –  Teruzuki (DD-116) – torpédoborec třídy Akizuki

- 21. března –  HMS Defender (D36) – torpédoborec třídy Daring

- 21. březen –  Ludwigshafen am Rhein (F264) – korveta třídy Braunschweig

- 6. dubna –  USS Arlington (LPD-24) – výsadková loď třídy San Antonio

- 18. dubna –  PNS Aslat (254) – fregata třídy F-22P/Zulfiquar

- 22. dubna –  Salahah (P 252) – hlídková loď / korveta třídy Falaj 2

- 4. května –  USS Anchorage (LPD-23) – výsadková loď třídy San Antonio

- 16. května –  Bojkij (1003) – fregata třídy Stěreguščij

- 17. května –  USNS Montford Point (T-ESD-1) – pomocná loď třídy Montford Point

- 18. května –  Ta-tchung (580) – korveta typu 056

- 23. května –  Carlo Bergamini (F 590) – fregata třídy FREMM

- červen –  Al-Shamikh – korveta třídy Khareef

- 1. června –  USCGC Margaret Norvell (WPC-1105) – kutr třídy Sentinel

- 6. června –  USNS Choctaw County (JHSV-2) – rychlá transportní loď třídy Spearhead

- 10. června –  Šang-žao (583) – korveta typu 056

- 21. června –  Araguari (P122) – oceánská hlídková loď třídy Amazonas

- 29. června –  INS Trikand (F50) – fregata třídy Talwar

- 30. června –  Mej-čou (584) – korveta typu 056

- červenec –  Al-Rahmani – korveta třídy Khareef

- červenec –  Niels Juel (F-363) – fregata třídy Iver Huitfeldt

- 1. července –  Čchin-čou (597) – korveta typu 056

- 5. prosince –  Kontradmirál Dianov – arktická hlídková loď projektu 22120

- 1. srpna –  Jing-kchou (581) – korveta typu 056

- 24. srpna –  USCGC Paul Clark (WPC-1106) – kutr třídy Sentinel

- 26. srpna –  HTMS Krabi (551) – oceánská hlídková loď třídy Krabi

- 29. srpna –  Durjoy (P811) a Nirmul (P813) – raketové čluny třídy Durjoy

- září –  Lim Byeongrae (PKG 722) – hlidková loď třídy Gumdoksuri

- 3. září –  INS Sunayna (P 58) – hlídková loď třídy Saryu

- 7. září –  USS Minnesota (SSN-783) – ponorka třídy Virginia

- 26. září –  HMS Duncan (D37) – torpédoborec třídy Daring

- 27. září –  Büyükada (F-512) – korveta třídy Ada

- 27. září –  Almak – cvičná loď

- říjen –  Hong Siuk (PKG 723) – hlidková loď třídy Gumdoksuri

- 12. října –  Paj-se (585) – korveta typu 056

- 23. října –  Cristóbal Colón (F105) – fregata třídy Álvaro de Bazán

- listopad –  Hong Daeseon (PKG 725) – hlidková loď třídy Gumdoksuri

- 16. listopadu –  INS Vikramaditya – letadlová loď

- 16. listopadu –  USCGC Charles David Jr. (WPC-1107) – kutr třídy Sentinel

- prosinec –  Čeng-čou (151) – torpédoborec typu 052C

- 19. prosince –  Virginio Fasan (F 591) – fregata třídy FREMM

- 19. prosince –  S. Ezzat (682) – raketový člun třídy Ambassador MK III

- prosinec –  F. Zekry (683) – raketový člun třídy Ambassador MK III

- 21. prosince –  K-550 Alexandr Něvskij – ponorka projektu 955

- 24. prosince –  Al Dhafra (P173) – korveta třídy Baynunah